# Оскар Луис
Оскар Луис е американски културен антрополог. Главните му изследвания се занимават с градската бедност като социален феномен. Основната му теория, е че бедността представлява не само икономически лишения, но има и културна форма – т.нар. „култура на бедността“. Тя се характеризира с комбинация от липса на социална солидарност и икономически нерационално поведение и е характерна за хората, устойчиво живеещи в бедни квартали. Културата на бедността води до задълбочаване на лошото икономическо положение и предотвратява възможността индивидите да се възползват от благоприятни икономически обстоятелства.

## Биография
Оскар Луис е роден в Ню Йорк през 1914 г. Баща му е равин. Завършва история в Сити колидж в Ню Йорк през 1936 г. Продължава образованието си в Колумбийския университет в специалност антропология, привлечен в областта от Рут Бенедикт Дисертацията му при Бенедикт изследва влиянието на европейските преселници върху индианското племе блекфут. След като защитава дисертацията си Луис започва работа в Интерамериканския институт в Мексико, където получава възможност да изследва селските общности в мексиканската провинция. През 1948 започва работа в Илинойския университет, където е един от основателите на катедрата по антропология.

### Култура на бедността
Културата на бедността е най-важната научна концепция на Оскар Луис. Според нея хората, които живеят дълго време в специфични условия на бедност развиват особена култура на бедността, която увековечава лошото им икономическо положение, чрез интериоризиране у индивидите на набор от културни черти, които водят до невъзможност за общностна солидарност, колективна взаимопомощ и рационално печелившо икономическо поведение. В статията си „Култура на бедността“ (1966) Оскар Луис дава следните 4 ключови черти на културата на бедността:
1. липса на ефективно участие и интеграция на бедните в основните обществени институции. Хората споделящи културата на бедността се маргинализират от „голямото общество“ като се изключват (и биват изключвани) от публичната сфера. Те не следят новините и не взимат участие политическия живот; имат слабо присъствие в училищното образование и губят досег с общата култура на обществото. Рядко напускат кварталите, в които живеят, и нямат познати или приятели извън тях.

„Хората от културата на бедността произвеждат продукти с много малка добавена стойност и имат много ниски доходи. Те са с ниска грамотност и образование, не участват в работнически синдикати, политически партии, рядко се включват в програмите за социално подпомагане, изключително рядко използват банки, болници, супермаркети, музеи и галерии. Те са критично настроени към основните институции, управлявани от доминиращите групи – изпитват омраза към полицията, недоверие към правителството и хората, заемащи високи позиции, също така проявяват цинично отношение дори към църквата. Тези обстоятелства придават на културата на бедността висок протестен потенциал, който често се използва в политическите мобилизации насочени срещу установения социален ред“
1. липса на общностна солидарност; липса на самоорганизация и колективна взаимопомощ.

1. липса на „детство“ като обособен и сравнително дълъг период от жизнения цикъл, ранно започване на сексуален живот, високо разпространение на неформални бракове и извънбрачно съжителство, висок процент на изоставени жени и деца, тенденция към семейства начело с майката, силна предразположеност към авторитарни отношения, липса на интимно пространство

1. силно чувство на маргинализация, безпомощност, зависимост и малоценност, висок процент на лишения от майчина грижа, неразвити личностни качества, слаба воля, обърканост относно сексуалните желания, липса на самоконтрол, невъзможност за прогнозиране и планиране на бъдещето, подхождане към живота с чувство на примирение и фатализъм, широко разпространена вяра в превъзходството на мъжа над жената, висока степен на толерантност към различни видове патологично поведение

Културата на бедността увековечава чисто икономическата бедност като създава серия модели на нерационално икономическо поведение:
"Ниските заплати, хроничната безработица и непълната трудова заетост водят до системно ниски доходи, липса на собственост, спестявания или дори хранителни запаси у дома, както и постоянно безпаричие. Тези условия намаляват възможността за ефективно участие в обществения икономически живот. Културата на бедността реагира на това положение с практики като: често залагане на лични вещи в заложни къщи, взимане на заеми при разорителни лихви от местни лихвари, често „взимане назаем“ от съседи и приятели, използване на дрехи и мебели втора ръка, модел на пазаруване на малки количества храна непосредствено преди хранене"
Културата на бедността създава и специфичен семеен модел, включващ различно отношение към официалния брак:
„малка част от тях фактически сключват официален брак. Извънбрачното съжителство и неформалният брак представляват логично решение с оглед на обстоятелствата, че тези хора нямат стабилна заетост или други форми на доход; нямат собственост, която да оставят в наследство на своите деца; ориентирани са изключително към проблемите на настоящия момент; целят да избегнат финансовите разходи и правни трудности свързани с официалния брак и развод. Жените са тези, които често отказват сключването на официален брак, защото усещат, че би ги обвързал по-сериозно с мъже, които са незрели, агресивни и като цяло безотговорни. Жените усещат, че извънбрачното съжителство им дава по-добра позиция, свързана с гъвкавост и свобода присъща на мъжете. Като отказват на бащите на своите деца статуса на официални съпрузи, жените запазват по-силна позиция при евентуален спор за родителски права в случай на раздяла. Също така, липсата на официален брак запазва правата на жената върху къщата или някаква друга собственост, която може да притежава“
Културата на бедността създава специфичен тип ориентация към публичния живот, свързана с изолация, локализъм и отказ от мислене в глобална рамки:
„Хората, споделящи културата на бедността, са изключително локално ориентирани и нямат усет за историчност. Те се интересуват само от личните си проблеми и условия на живот в квартала. Обикновено нямат знание, визия или идеология, чрез които да обвържат своите собствени проблеми със сходни случаи на други места по света. Нямат класово съзнание, въпреки че притежават изострен усет към статусните разлики“
Културата на бедността се разрушава в случай, че общностите живеещи в бедност, започнат да проявяват черти към солидарност, самоорганизация и интегрираност в публичния живот на „голямото общество“:
" Когато бедните развият самосъзнание за своето класово положение или станат активни членове на синдикалните съюзи или усвоят глобален мироглед за своята ситуация, те вече не са част от културата на бедността, без значение, че икономически все още може да са изключително лишени от материални блага. Всяко социално движение, било то религиозно, пацифистко или революционно, в което бедните се самоорганизират, придобиват надежда, развиват връзки на солидарност и чувство за обща идентичност, унищожава психологическото и социално ядро на културата на бедността. В тази връзка, моето предположение е, че именно движението за граждански права на чернокожите в САЩ е направило повече за подобряване на тяхното самочувствие и самоуважение отколкото икономическия им напредък, въпреки че без съмнение двата процеса са взаимосвързани."
" На базата на ограничения ми опит в една социалистическа страна – Куба – както и въз основа на проведено проучване на научната литература по темата, аз смятам, че културата на бедността не съществува в социалистическите страни. За пръв път посетих Куба през 1947 като гост-професор от Държавния департамент. Проучването ми беше насочено към захарните плантации в Мелена дел Сур и бордеите на Хавана. Второто ми посещение, в качеството ми на кореспондент за известно списание, след революцията на Кастро, ми даде възможност да се срещна отново в бордеите със същите семейства. На външен вид бордеите се бяха променили твърде малко с изключение на появата на чудесна нова детска ясла. Очевидно бе, че хората все още са много бедни, но чувството на отчаяние, апатия и безнадеждност, които са характерни за културата на бедността, бяха намалели. Те изразяваха високо доверие в своите лидери и надежда за бъдещето. Животът в бордеите беше придобил значителна самоорганизация чрез новите квартални, образователни и партийни комитети. Хората изпитваха ново чувство на значимост и влияние. Те бяха въоръжени и им бе дадена идеология, която възхвалява долната класа като надежда за човечеството. Беше ми споделено от представител на властите, че практически са премахнали престъпността като са въоръжили бившите престъпници"